# Malvina Hoffman
Malvina Hoffman (Nueva York, 15 de junio de 1887 – 10 de julio de 1966), fue una escultora estadounidense, famosa por sus esculturas de tamaño natural.
Malvina Hoffman era la hija del pianista de conciertos Richard Hoffman. Desde temprana edad se dedicó a la escultura. Estudió en la Liga de Estudiantes de Arte de Nueva York y recibió ayuda de diversos escultores, como Herbert Adams, George Grey Barnard y Gutzon Borglum
En 1910 se trasladó a París y con el tiempo fue aceptada como estudiante por Auguste Rodin. Durante la Primera Guerra Mundial trabajó para la Cruz Roja. En 1930 comenzó a trabajar para el Museo Field de Historia Natural en Chicago, Illinois, esculpiendo estatuas a tamaño natural de las diversas razas y con el tiempo acabó 105 piezas, entre cabezas y figuras a tamaño natural. Se colocaron inicialmente en el Salón del Hombre y su viaje para encontrar los diversos modelos son la base de su primer libro, Heads and Tales. En los años sesenta semejante representación fue considerada racista y la colección fue dispersada por el museo y gran parte de ella almacenada.
Después de la Segunda Guerra Mundial, Hoffman fue elegida para ejecutar esculturas para el cementerio y memorial estadounidense en Épinal cerca de los Vosgos (Francia). Marca el sitio de la sangrienta Batalla de las Ardenas. 
A lo largo de su carrera la fascinaron las bailarinas, y forman el tema de varias de sus piezas más conocidas.